# Aux Dames de France (Perpignan)
Aux Dames de France est un bâtiment commercial situé place de Catalogne, à Perpignan, en France. Construit au début du XXe siècle en tant que grand magasin de l'enseigne Aux Dames de France, il abrite, au début du XXIe siècle, plusieurs commerces.

## Emplacement
Le bâtiment se trouve place de Catalogne en face de la gare de Perpignan, relié par l’avenue du Général-de-Gaulle. L’ancien magasin fait également face à l’immeuble Bardou-Ribo, une des nombreuses constructions perpignanaises de Viggo Dorph-Petersen.

## Historique
L'enseigne Aux Dames de France décide en 1900 d'ouvrir un magasin à Perpignan. Il est inauguré en 1905 dans un style Art nouveau et devient rapidement un important lieu de commerce de la ville. L'architecte Georges Debrie implante l'immeuble sur la nouvelle place de Catalogne, dans un nouveau quartier situé entre la vieille ville et la gare. Il munit notamment le bâtiment d'une verrière zénithale en dôme très audacieuse.

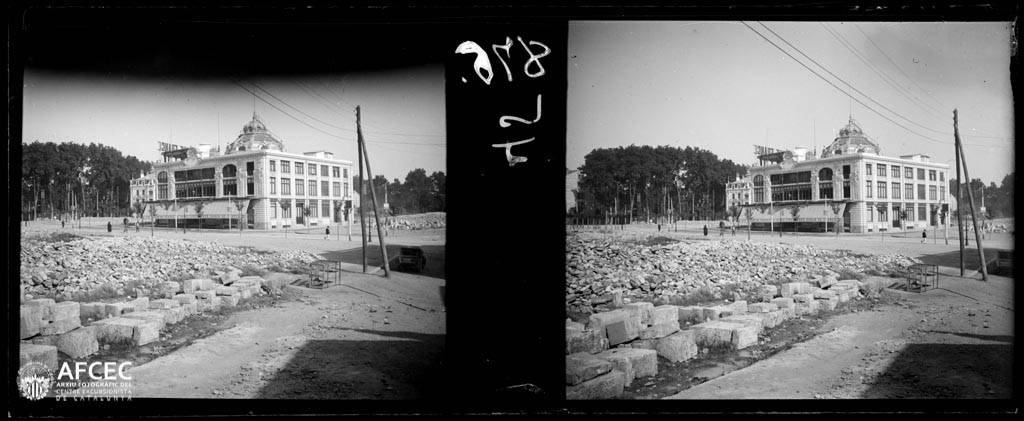
Le bâtiment avec sa coupole, sur la place de Catalogne en construction.
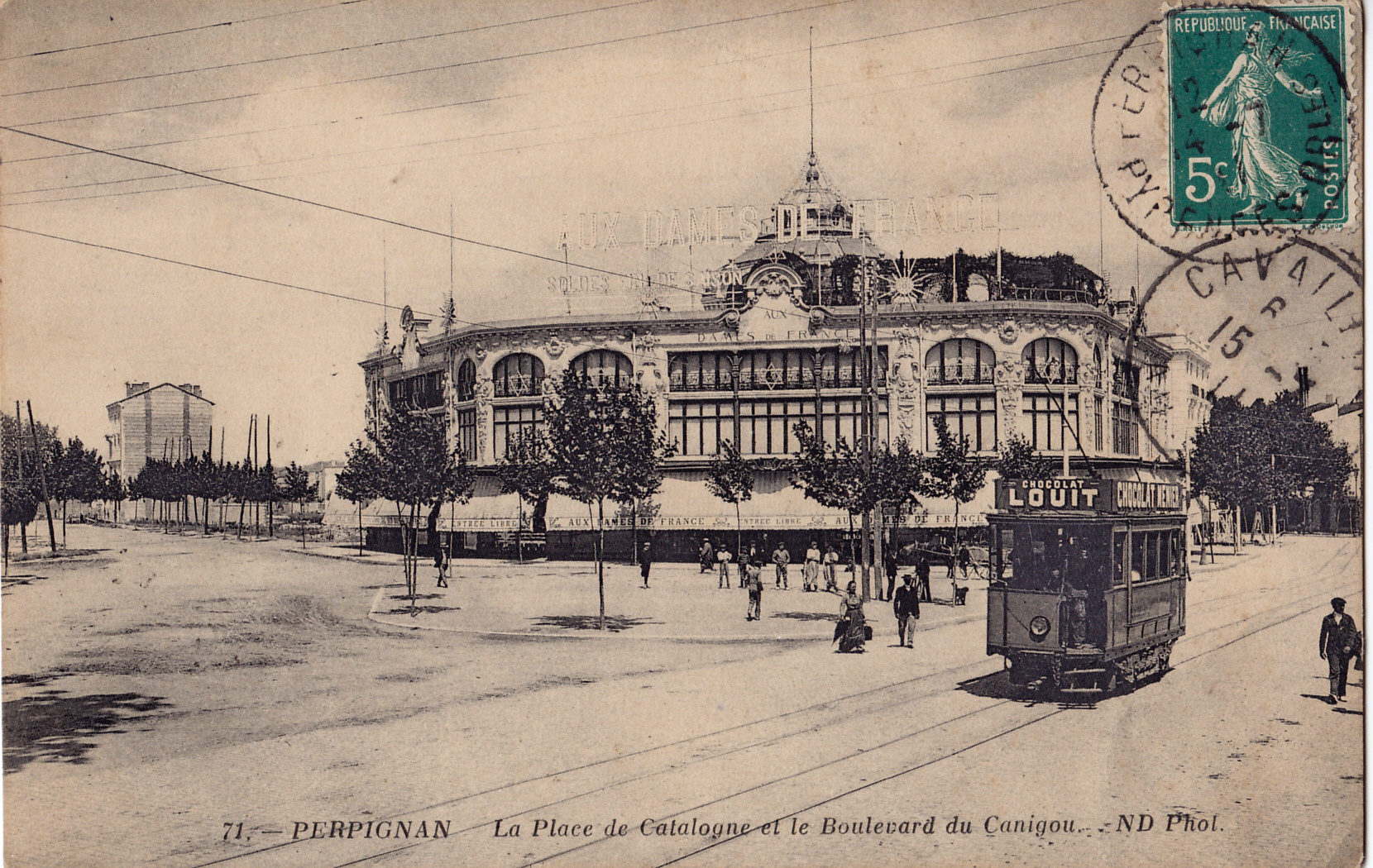
Plus tard, avec le tramway.

La verrière est détruite en 1963.
Le bâtiment est acheté par les Galeries Lafayette en 1987.
Le magasin en 1988. Les façades et toiture du bâtiment sont inscrites aux monuments historiques en 1999. La mairie de Perpignan acquiert l'immeuble en 2000. En 2001, la Fnac loue une partie du bâtiment pour y installer un de ses magasins pour une superficie de 2 000 m2 sur trois niveaux du bâtiment. L'ouverture a lieu en 2004, avec des magasins de six autres chaînes et une banque, plus petits : Nature et Découvertes, Geneviève Lethu, In. Oui, Contempora, Hédiard et la Caisse d'épargne
Entre 2004 et 2018, 1 500 m2 ont été achetés par le Crédit agricole, le magasin Nature et Découvertes s'est agrandi et Grand Optical a installé une boutique.
En octobre 2019, la Fnac déménage dans le bâtiment des Galeries Lafayette. Le bâtiment des Dames de France est racheté en novembre 2021 par la municipalité qui envisage alors d'y installer une école 42.